# ماریا سوارس
ماریا سوارس (انگلیسی: Mafer Suárez) فیلم‌نامه‌نویس و کارگردان فیلم اهل مکزیک است.
از فیلم‌هایی که وی در آن‌ها نقش داشته‌است، می‌توان به زنان قاتل اشاره نمود.